# Daniel Lizars
Daniel Lizars (Edinburgh, 1793. − 1875.), škotski kartograf, graver i izdavač koji je djelovao u Škotskoj i Kanadi tijekom 19. stoljeća.
Sin je Davida Lizarsa (1754. – 1812.), osnivača produktivne tiskare, odnosno mlađi brat W. H. Lizara (1788. – 1859.) s kojim je nastavio obiteljski posao nakon očeve smrti. Dvojac je tiskao velik broj zemljovida među kojima se posebno ističu oni za „Edinburški zemljopisni i povijesni atlas” kojeg je izdavalo Kraljevsko škotsko geografsko društvo u Edinburghu. Nakon bankrota 1832. godine braća se sele u Kanadu, gradić Goderich uz obalu jezera Huron. Godine 1845. Daniel se vratio u Škotsku. Ostao je upamćen kako po kartografskom radu tako i velikoj škotsko-kanadskoj knjižničarskoj kolekciji od 650 svezaka koje je 1982. godine pribavila knjižnica McLaughlin, sastavni dio Sveučilišta u Guelphu.

## Poveznice
- Povijest kartografije